# Ermita de San Miguel (Nules)
La ermita de San Miguel situada en Nules (provincia de Castellón, España) se construyó entre el año 1752 y el 1758, por orden de los marqueses de Nules, para sustituir a la que, a mediados del siglo XV, había mandado construir Francesc Gilabert de Centelles, señor de la baronía de Nules. 
De la antigua construcción solamente se conserva la capilla central. De planta heptagonal en su exterior y circular en el interior; es uno de los pocos ejemplos del barroco desornamentado, antecedente de la arquitectura neoclásica, que se conserva en la región. 
La obra está atribuida al arquitecto valenciano Antoni Gilabert, teniendo constancia de que en la misma trabajaron los Pujante, maestros de obras de Nules. En la época en que fue construida era arquitecto de los marqueses de Nules el también arquitecto valenciano Felipe Rubio. 
En 1808 fue ocupada por el general Suchet, quien instaló en ella el cuartel de las tropas napoleónicas, motivo por el cual se la conoce como "El Fort". Después de la ocupación francesa la ermita fue abandonada pasando a propiedad privada. 
- Actualmente alberga El Museo de Medallística "Enrique Giner". El Museo fue inaugurado el 10 de junio de 1995.